# Llista d'asteroides/91601–91700
| Nom     | Designació provisional | Data de descobriment | Lloc de descobriment | Descobridor/s                    |
| ------- | ---------------------- | -------------------- | -------------------- | -------------------------------- |
| 91601 - | 1999 TA17              | 10 d'octubre, 1999   | Višnjan Observatory  | K. Korlević                      |
| 91602 - | 1999 TM17              | 13 d'octubre, 1999   | Modra                | A. Galád, P. Kolény              |
| 91603 - | 1999 TA19              | 15 d'octubre, 1999   | Višnjan Observatory  | K. Korlević                      |
| 91604 - | 1999 TN19              | 14 d'octubre, 1999   | Uccle                | T. Pauwels, H. M. J. Boffin      |
| 91605 - | 1999 TC20              | 15 d'octubre, 1999   | Xinglong             | BAO Schmidt CCD Asteroid Program |
| 91606 - | 1999 TE20              | 15 d'octubre, 1999   | Xinglong             | BAO Schmidt CCD Asteroid Program |
| 91607 - | 1999 TP20              | 5 d'octubre, 1999    | Goodricke-Pigott     | R. A. Tucker                     |
| 91608 - | 1999 TW21              | 3 d'octubre, 1999    | Kitt Peak            | Spacewatch                       |
| 91609 - | 1999 TX21              | 3 d'octubre, 1999    | Kitt Peak            | Spacewatch                       |
| 91610 - | 1999 TP26              | 3 d'octubre, 1999    | Socorro              | LINEAR                           |
| 91611 - | 1999 TN27              | 3 d'octubre, 1999    | Socorro              | LINEAR                           |
| 91612 - | 1999 TJ30              | 4 d'octubre, 1999    | Socorro              | LINEAR                           |
| 91613 - | 1999 TO31              | 4 d'octubre, 1999    | Socorro              | LINEAR                           |
| 91614 - | 1999 TF32              | 4 d'octubre, 1999    | Socorro              | LINEAR                           |
| 91615 - | 1999 TZ32              | 4 d'octubre, 1999    | Socorro              | LINEAR                           |
| 91616 - | 1999 TR33              | 4 d'octubre, 1999    | Socorro              | LINEAR                           |
| 91617 - | 1999 TW36              | 15 d'octubre, 1999   | Anderson Mesa        | LONEOS                           |
| 91618 - | 1999 TB38              | 1 d'octubre, 1999    | Catalina             | CSS                              |
| 91619 - | 1999 TJ38              | 1 d'octubre, 1999    | Catalina             | CSS                              |
| 91620 - | 1999 TA39              | 3 d'octubre, 1999    | Catalina             | CSS                              |
| 91621 - | 1999 TK39              | 3 d'octubre, 1999    | Catalina             | CSS                              |
| 91622 - | 1999 TJ40              | 5 d'octubre, 1999    | Catalina             | CSS                              |
| 91623 - | 1999 TL41              | 2 d'octubre, 1999    | Kitt Peak            | Spacewatch                       |
| 91624 - | 1999 TP44              | 3 d'octubre, 1999    | Kitt Peak            | Spacewatch                       |
| 91625 - | 1999 TS53              | 6 d'octubre, 1999    | Kitt Peak            | Spacewatch                       |
| 91626 - | 1999 TJ55              | 6 d'octubre, 1999    | Kitt Peak            | Spacewatch                       |
| 91627 - | 1999 TW55              | 6 d'octubre, 1999    | Kitt Peak            | Spacewatch                       |
| 91628 - | 1999 TC58              | 6 d'octubre, 1999    | Kitt Peak            | Spacewatch                       |
| 91629 - | 1999 TR58              | 6 d'octubre, 1999    | Kitt Peak            | Spacewatch                       |
| 91630 - | 1999 TQ59              | 7 d'octubre, 1999    | Kitt Peak            | Spacewatch                       |
| 91631 - | 1999 TF65              | 8 d'octubre, 1999    | Kitt Peak            | Spacewatch                       |
| 91632 - | 1999 TB68              | 8 d'octubre, 1999    | Kitt Peak            | Spacewatch                       |
| 91633 - | 1999 TM71              | 9 d'octubre, 1999    | Kitt Peak            | Spacewatch                       |
| 91634 - | 1999 TJ75              | 10 d'octubre, 1999   | Kitt Peak            | Spacewatch                       |
| 91635 - | 1999 TH79              | 11 d'octubre, 1999   | Kitt Peak            | Spacewatch                       |
| 91636 - | 1999 TY79              | 11 d'octubre, 1999   | Kitt Peak            | Spacewatch                       |
| 91637 - | 1999 TJ81              | 12 d'octubre, 1999   | Kitt Peak            | Spacewatch                       |
| 91638 - | 1999 TQ82              | 12 d'octubre, 1999   | Kitt Peak            | Spacewatch                       |
| 91639 - | 1999 TE85              | 14 d'octubre, 1999   | Kitt Peak            | Spacewatch                       |
| 91640 - | 1999 TA87              | 15 d'octubre, 1999   | Kitt Peak            | Spacewatch                       |
| 91641 - | 1999 TS90              | 2 d'octubre, 1999    | Socorro              | LINEAR                           |
| 91642 - | 1999 TE91              | 2 d'octubre, 1999    | Socorro              | LINEAR                           |
| 91643 - | 1999 TX91              | 2 d'octubre, 1999    | Socorro              | LINEAR                           |
| 91644 - | 1999 TP92              | 2 d'octubre, 1999    | Socorro              | LINEAR                           |
| 91645 - | 1999 TE93              | 2 d'octubre, 1999    | Socorro              | LINEAR                           |
| 91646 - | 1999 TB95              | 2 d'octubre, 1999    | Socorro              | LINEAR                           |
| 91647 - | 1999 TG96              | 2 d'octubre, 1999    | Socorro              | LINEAR                           |
| 91648 - | 1999 TE97              | 2 d'octubre, 1999    | Socorro              | LINEAR                           |
| 91649 - | 1999 TE99              | 2 d'octubre, 1999    | Socorro              | LINEAR                           |
| 91650 - | 1999 TR100             | 2 d'octubre, 1999    | Socorro              | LINEAR                           |
| 91651 - | 1999 TU100             | 2 d'octubre, 1999    | Socorro              | LINEAR                           |
| 91652 - | 1999 TZ100             | 2 d'octubre, 1999    | Socorro              | LINEAR                           |
| 91653 - | 1999 TG101             | 2 d'octubre, 1999    | Socorro              | LINEAR                           |
| 91654 - | 1999 TJ101             | 2 d'octubre, 1999    | Socorro              | LINEAR                           |
| 91655 - | 1999 TJ103             | 3 d'octubre, 1999    | Socorro              | LINEAR                           |
| 91656 - | 1999 TS103             | 3 d'octubre, 1999    | Socorro              | LINEAR                           |
| 91657 - | 1999 TN104             | 3 d'octubre, 1999    | Socorro              | LINEAR                           |
| 91658 - | 1999 TX104             | 3 d'octubre, 1999    | Socorro              | LINEAR                           |
| 91659 - | 1999 TP105             | 3 d'octubre, 1999    | Socorro              | LINEAR                           |
| 91660 - | 1999 TY105             | 3 d'octubre, 1999    | Socorro              | LINEAR                           |
| 91661 - | 1999 TG106             | 4 d'octubre, 1999    | Socorro              | LINEAR                           |
| 91662 - | 1999 TL106             | 4 d'octubre, 1999    | Socorro              | LINEAR                           |
| 91663 - | 1999 TO107             | 4 d'octubre, 1999    | Socorro              | LINEAR                           |
| 91664 - | 1999 TP107             | 4 d'octubre, 1999    | Socorro              | LINEAR                           |
| 91665 - | 1999 TC109             | 4 d'octubre, 1999    | Socorro              | LINEAR                           |
| 91666 - | 1999 TF111             | 4 d'octubre, 1999    | Socorro              | LINEAR                           |
| 91667 - | 1999 TU111             | 4 d'octubre, 1999    | Socorro              | LINEAR                           |
| 91668 - | 1999 TD112             | 4 d'octubre, 1999    | Socorro              | LINEAR                           |
| 91669 - | 1999 TL112             | 4 d'octubre, 1999    | Socorro              | LINEAR                           |
| 91670 - | 1999 TM112             | 4 d'octubre, 1999    | Socorro              | LINEAR                           |
| 91671 - | 1999 TL114             | 4 d'octubre, 1999    | Socorro              | LINEAR                           |
| 91672 - | 1999 TV114             | 4 d'octubre, 1999    | Socorro              | LINEAR                           |
| 91673 - | 1999 TY114             | 4 d'octubre, 1999    | Socorro              | LINEAR                           |
| 91674 - | 1999 TZ114             | 4 d'octubre, 1999    | Socorro              | LINEAR                           |
| 91675 - | 1999 TA115             | 4 d'octubre, 1999    | Socorro              | LINEAR                           |
| 91676 - | 1999 TM115             | 4 d'octubre, 1999    | Socorro              | LINEAR                           |
| 91677 - | 1999 TU115             | 4 d'octubre, 1999    | Socorro              | LINEAR                           |
| 91678 - | 1999 TB117             | 4 d'octubre, 1999    | Socorro              | LINEAR                           |
| 91679 - | 1999 TM119             | 4 d'octubre, 1999    | Socorro              | LINEAR                           |
| 91680 - | 1999 TX119             | 4 d'octubre, 1999    | Socorro              | LINEAR                           |
| 91681 - | 1999 TF120             | 4 d'octubre, 1999    | Socorro              | LINEAR                           |
| 91682 - | 1999 TV123             | 4 d'octubre, 1999    | Socorro              | LINEAR                           |
| 91683 - | 1999 TZ123             | 4 d'octubre, 1999    | Socorro              | LINEAR                           |
| 91684 - | 1999 TN126             | 4 d'octubre, 1999    | Socorro              | LINEAR                           |
| 91685 - | 1999 TT126             | 4 d'octubre, 1999    | Socorro              | LINEAR                           |
| 91686 - | 1999 TU126             | 4 d'octubre, 1999    | Socorro              | LINEAR                           |
| 91687 - | 1999 TA127             | 4 d'octubre, 1999    | Socorro              | LINEAR                           |
| 91688 - | 1999 TH127             | 4 d'octubre, 1999    | Socorro              | LINEAR                           |
| 91689 - | 1999 TJ127             | 4 d'octubre, 1999    | Socorro              | LINEAR                           |
| 91690 - | 1999 TV127             | 15 d'octubre, 1999   | Socorro              | LINEAR                           |
| 91691 - | 1999 TG129             | 6 d'octubre, 1999    | Socorro              | LINEAR                           |
| 91692 - | 1999 TZ129             | 6 d'octubre, 1999    | Socorro              | LINEAR                           |
| 91693 - | 1999 TN130             | 6 d'octubre, 1999    | Socorro              | LINEAR                           |
| 91694 - | 1999 TH132             | 6 d'octubre, 1999    | Socorro              | LINEAR                           |
| 91695 - | 1999 TL136             | 6 d'octubre, 1999    | Socorro              | LINEAR                           |
| 91696 - | 1999 TO136             | 6 d'octubre, 1999    | Socorro              | LINEAR                           |
| 91697 - | 1999 TO137             | 6 d'octubre, 1999    | Socorro              | LINEAR                           |
| 91698 - | 1999 TK138             | 6 d'octubre, 1999    | Socorro              | LINEAR                           |
| 91699 - | 1999 TU138             | 6 d'octubre, 1999    | Socorro              | LINEAR                           |
| 91700 - | 1999 TY139             | 6 d'octubre, 1999    | Socorro              | LINEAR                           |